# Eden Avital
 (décembre 2019).
Eden Avital (hébreu : עדן אביטל), née le 25 mars 1997, est une footballeuse internationale israélienne évoluant au poste de milieu offensif ou d'attaquante.

## Biographie

### En club
Elle évolue toute la saison 2019-2020 sous le maillot de l'ASPTT Albi.
Le 1er juillet 2020, elle s'engage jusqu'au terme de la saison dans le club finlandais de première division de Turun Palloseura.
Le 25 mars 2021, à la suite de la crise sanitaire, elle est contrainte de revenir en Israël et s'engage avec le club de Kyriat Gat malgré les sollicitations de nombreux clubs français.
Le 27 juillet 2021, la capitaine de la sélection israélienne s'engage avec le club de première division française ASJ Soyaux

### En équipe nationale
Eden Avital est internationale israélienne. Elle participe aux qualifications pour la Coupe du monde 2019 ainsi que celles pour l’Euro 2021.
Le 12 février 2014, elle honore sa première sélection en équipe d'Israël lors d'un match comptant pour les qualifications pour la Coupe du monde 2015 face à la Suisse (défaite 0-5).

## Vie personnelle
Elle est la première joueuse professionnelle de nationalité israélienne à être allée jouer hors des frontières israéliennes et à avoir joué dans l'un des grands championnats professionnels de football féminin.
Elle parle couramment le français, l'hébreu et l'anglais.

## Palmarès
- Ballon d'or israélien 2017-2018 / 2018-2019 / 2019-2020 / 2020-2021
- Meilleure joueuse de la saison du championnat israélien 2018-2019
- Meilleure joueuse de la saison du championnat français 2019-2020
- Meilleure joueuse de la saison du championnat israélien 2020-2021
- Championne d'Israel 2020-2021
- Vainqueur de la Coupe d'Israel Féminine 2020-2021
- Vainqueur de la Coupe de la Ligue Féminine d'Israel 2020-2021
- Vainqueur de la Supercoupe d'Israel 2021
- Meilleure passeuse du championnat 2020-2021
- Meilleure joueuse de la saison 2020-2021

## Culture populaire
Elle est la seule joueuse israélienne de football de l'histoire du football féminin israélien à être dans le jeu vidéo de simulation de football FIFA 23.